# Sida brittonii
Sida brittonii är en malvaväxtart som beskrevs av Leon. Sida brittonii ingår i släktet sammetsmalvor, och familjen malvaväxter. Inga underarter finns listade i Catalogue of Life.